# Barlia
Genre
Classification phylogénétique
Barlia est un genre de la famille des Orchidaceae, mais, à l'heure actuelle, il n'y a plus aucune espèce de ce genre qui soit acceptée : toutes ont été déplacées dans les genres Orchis, Anacamptis et Himantoglossum.

## Liste des espèces déplacées
- Barlia canariensis (Lindl.) Szlach., (2001). voir Orchis patens
- Barlia cazorlensis (Lacaita) Szlach., (2001). voir Orchis spitzelii subsp cazorlensis
- Barlia collina (Banks & Sol. ex Russell) Szlach., (2001). voir Anacamptis collina
- Barlia longibracteata (Rchb.f.) Parl.,(1858). voir Himantoglossum robertianum, l'orchis géant
- Barlia metlesicsiana W.P.Teschner, (1982). voir Himantoglossum metlesicsianum, l'endémique de Tenerife
- Barlia patens (Desf.) Szlach., (2001). voir Orchis patens
- Barlia prisca (Hautz.) Szlach., (2001). voir Orchis spitzelii
- Barlia robertiana (Loisel.) Greuter, (1967). voir Himantoglossum robertianum, l'orchis géant.
- Barlia spitzelii (Saut. ex W.D.J.Koch) Szlach., (2001). voir Orchis spitzelii